# Alexandre Fàbregas
Alexandre "Álex" Fábregas Carné, nacido el 25 de octubre de 1980 en Barcelona (España), es un jugador de hockey sobre hierba español que juega de centrocampista y que actualmente milita en el Real Club de Polo de División de Honor.

## Participaciones en Juegos Olímpicos
- Atenas 2004, puesto 4.
- Pekín 2008, plata olímpica.
- Londres 2012, puesto 6.